# Höhenlungenödem
Ein Höhenlungenödem (ungenau auch: Höhenödem), abgekürzt HAPE (von englisch high altitude pulmonary edema), ist eine höhenspezifische Erkrankung mit Flüssigkeitsansammlung (Ödem) in der Lunge, die vornehmlich beim Höhenbergsteigen, jedoch bei schnellem Aufstieg bereits ab 2500 Höhenmetern auftreten kann. Flüssigkeit tritt aus den Kapillaren ins Lungengewebe (insbesondere Alveolen) aus und behindert die Atmung.
Es kann in Verbindung mit dem Höhenhirnödem oder innerhalb des Symptomkomplexes der Höhenkrankheit auftreten oder auch völlig eigenständig ohne Vorwarnzeichen auftauchen. Ähnliche Zustände wurden auch nach einer Langzeit-Sauerstoff-Beatmung (über Tage mit 100 %) in Form der sogenannten Respiratorlunge beobachtet.

## Vorkommen
Das Höhenlungenödem tritt bei etwa 6 % der Bergsteiger auf, die sich in einer Höhe von 4500 Metern oder höher befinden. Die Letalität liegt bei rund 50 %. Nach einem schnellen und anstrengenden Bergaufstieg treten die Symptome meist nach zwei bis vier Tagen auf.

## Ursachen
Die Entstehung eines höhenbedingten Lungenödems ist erst teilweise geklärt.
Der geringe Sauerstoffpartialdruck in großer Höhe führt entsprechend dem Euler-Liljestrand-Mechanismus zu einer hypoxisch bedingten Gefäßverengung (Vasokonstriktion) der Arteriolen in der Lunge (Höhenhypoxie).
Dadurch steigt der arterielle Blutdruck im Lungenkreislauf stark an. Es wurde beschrieben, dass auf gut 4500 m Höhe dieser Druck bei Menschen, die empfänglich für Höhenlungenödeme sind, 30–50 % über dem von nicht-empfindlichen Vergleichspersonen liegt. Der Anstieg des arteriellen Drucks in der Lunge ist ein wesentlicher Faktor bei der Ausbildung des Höhenlungenödems.
Eine Verengung von Arteriolen führt im Allgemeinen in den nachgeschalteten Kapillaren zu einem Sinken des Blutdrucks und damit des Filtrationsdrucks, da durch die verengten Arteriolen weniger Blut fließen kann. Die Verengung der Arteriolen in der Lunge geschieht bei Höhenlungenödempatienten aber regional unterschiedlich stark. Dort, wo die Verengung wenig ausgeprägt ist, steigen der Blutfluss (auf Grund des erhöhten arteriellen Drucks) und damit der Druck in den nachgeschalteten Kapillaren deutlich. Es wird angenommen, dass dies zu erhöhter Filtration und damit zur beobachteten Ödembildung führt.
Auch eine Verengung der Venen sowie ein Austritt von Flüssigkeit aus den Arteriolen wurden als Ursachen diskutiert. Diese reichen jedoch nicht aus, um die ungleichmäßige Verteilung von Höhenlungenödemen im Frühstadium in Röntgenbildern zu erklären.
Menschen sind unterschiedlich empfänglich für die Ausbildung eines Höhenlungenödems bei einem Aufenthalt in großer Höhe. Dabei spielen wohl auch genetische Faktoren eine Rolle.

## Symptome
Bei dem Höhenlungenödem ist durch Flüssigkeit im Lungengewebe der Sauerstoffaustausch stark reduziert. Es kann ein Engegefühl der Brust auftreten (Asthma cardiale). In dieser Phase ist plötzlicher Leistungsabfall das Leitsymptom. Darüber hinaus sind Ruhedyspnoe, schnelles Atmen, (zentrale) Zyanose, trockener Husten, Rassel- oder Knistergeräusch bzw. Pfeifen beim Atmen, schaumiger Husten, schneller Puls Erbrechen, Fieber und eine 24-Stunden-Urinmenge, die unter 500 ml liegt, Anzeichen für das Höhenlungenödem.

## Prävention
Das Höhenlungenödem kann verhindert werden, wenn man ab einer Höhe von 2500 m nicht mehr als 500 m pro Tag aufsteigt oder sich durch gezielte Maßnahmen (Auf- und Absteigen, Gewöhnung an höhere Lagen) akklimatisiert.

## Behandlung
Wenn richtige Therapiemaßnahmen getroffen werden, tritt meist innerhalb weniger Stunden Besserung ein. Hauptziele der Therapie sind die Verbesserung der Oxygenierung und die Senkung des Pulmonalarteriendrucks.
Die weitaus beste Therapiemöglichkeit ist der sofortige Abstieg. Mit einer ergänzenden Sauerstoffatmung während des Abstiegs kann die Letalität gesenkt werden. Zusätzlich können Medikamente wie Nifedipin (Calciumantagonist) oder Diuretika angewendet werden, die den Gesundheitszustand manchmal rasch verbessern, bei denen jedoch gefährliche Nebenwirkungen auftreten können. Weiterhin kommen – soweit verfügbar – besondere Beatmungsformen in Frage.
Verschiedene Medikamente können die Wahrscheinlichkeit des Auftretens eines Höhenlungenödems reduzieren. Umstritten ist die Vorbeugung mit Acetazolamid; zur Therapie ist es wegen möglicher Verschlimmerungen sogar kontraindiziert. Dexamethason ist beim Hirnödem indiziert, beim Höhenlungenödem jedoch wirkungslos. Theophyllin, Montelukast und Ginkgo biloba werden diesbezüglich noch überprüft.